# 衢州・爛柯杯中国囲棋冠軍戦
衢州・爛柯杯中国囲棋冠軍戦（くしゅう・らんかはいちゅうごくいきかんぐんせん、衢州・烂柯杯中国围棋冠军赛）は、中国の囲碁の棋戦。「爛柯」の故事の残る衢州市が2006年に創設し、2年ごとに開催される。
- 主催 浙江省体育局、衢州市人民政府、中国囲棋協会
- 優勝賞金 (1回)15万元、(2回-)50万元

第1回は、陳祖徳、聶衛平、馬暁春の3名と、世界戦優勝経験者5名の、計8名が出場。
第2回から中国棋院の正式棋戦となり、賞金も中国最高額となる。出場選手はネット予選を勝ち抜いた8名、前回1、2位、棋士ランキングの上位20名、特別招待の聶衛平、馬暁春の計32名。準々決勝から衢州市で行われる。
2023年からは、衢州市主催の国際棋戦衢州・爛柯杯ワールド囲碁オープンも開催している。

## 方式
- 出場者は、第3回はネット予選勝抜者8名、前期1、2位、棋士ランキング上位21名、特別招待の聶衛平の計32名。9回からは、前回1、2位、18際以下のランキング上位者1名、及びランキング上位者の計32名。
- コミは7目半。
- 持時間は各2時間、1分の秒読み5回。（予選は各1時間、1分の秒読み3回）

## 優勝者と決勝戦
（左が勝者）
- 1回 2006年 兪斌 - 古力
- 2回 2008年 古力 - 常昊
- 3回 2010年 謝赫 - 江維傑
- 4回 2012年 孟泰齢 - 柁嘉熹
- 5回 2014年 范廷鈺 - 時越
- 6回 2016年 羋昱廷 - 柯潔
- 7回 2018年 檀嘯 - 柯潔
- 8回 2021年 許嘉陽 - 楊鼎新
- 9回 2022年 李軒豪 - 范廷鈺
- 10回 2024年 党毅飛 - 連笑